# キンリューフーズ
キンリューフーズ株式会社（英称：Kinryu Foods Corporation.）は大阪府茨木市に本社を置く食品メーカーである。主に焼肉のタレやスパイス・調味料などの製造販売をおこなっている。

## 会社概要
主に焼肉用のタレを中心に製造販売をおこなう。近年ではスープやカレーなどレトルト食品なども扱っており、総合食品メーカーとしての一面も持つ。
元々は業務用向けに商品を多数製造していたため、現在でも売り上げの多くが業務用を占めている。ただ関西を発祥としている企業であり、関東地方や他の地域への展開はここ数年で強まったため、まだ全国一般における知名度は低い。
かつては頻繁に平日・深夜と1179kHz、MBSラジオでCMを放送していた。

## 沿革
- 1970年 - 会社設立
- 1976年 - スパイス業界に進出
- 1982年 - レトルト業界に進出
- 2000年 - 社名変更、東京営業所開設
- 2002年 - 広島営業所開設
- 2008年1月 - 社名をキンリューフーズ株式会社に変更

## 事業所
- 本社・工場：大阪府茨木市
- 東京営業所：東京都北区
- 広島営業所：広島県福山市

## その他
- インターネット等の口コミで広まり人気となっている井上鍋は、同社が製造販売している金龍焼肉のたれ（中辛）でなくてはならない。